# Echinus Geyser
Echinus Geyser est un geyser de type « fontaine » situé dans le Norris Geyser Basin dans le parc national de Yellowstone aux États-Unis.

## Histoire

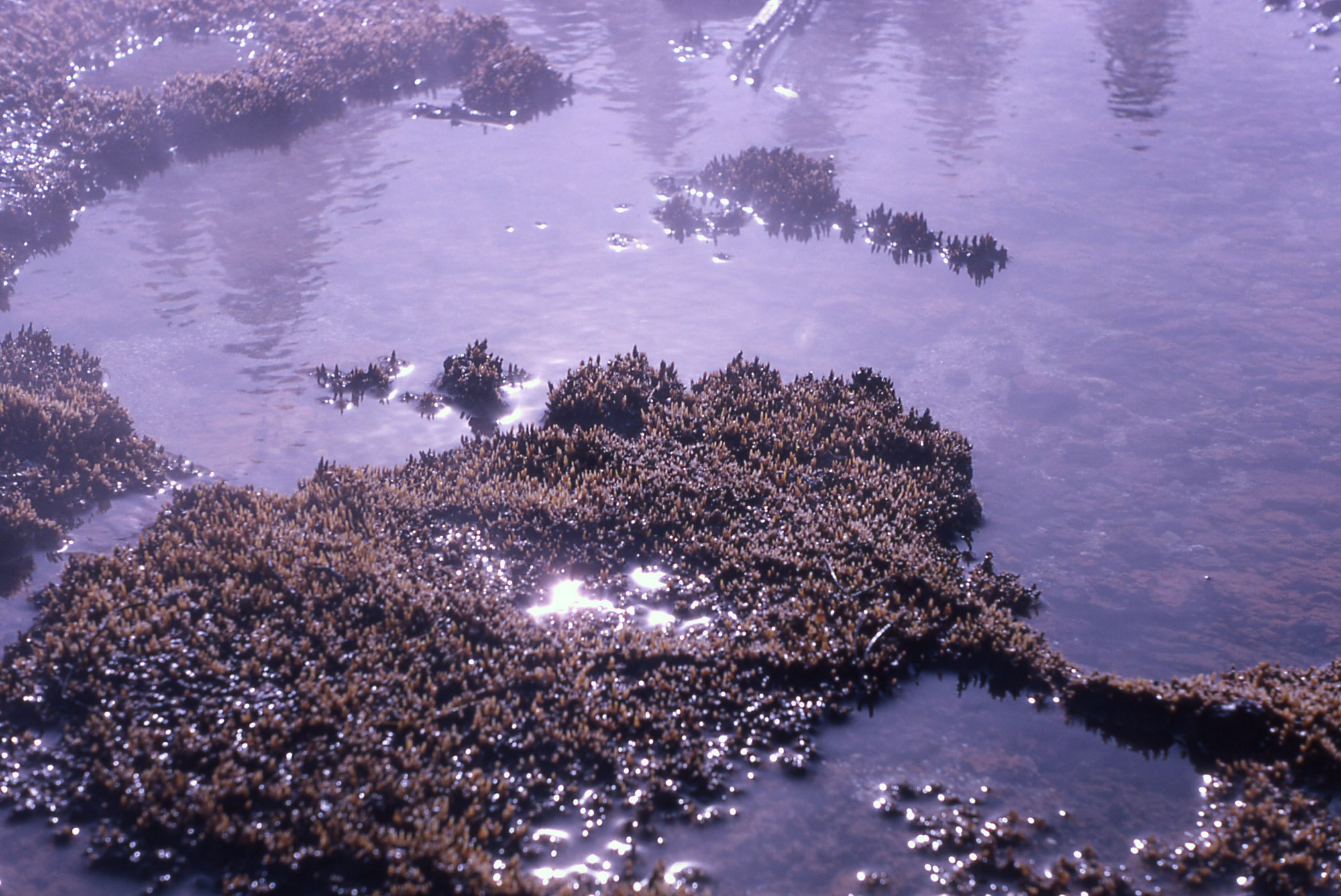
Echinus Geyser en 1965.

Echinus a été nommé au cours de l'une des études géologiques du parc à la fin des années 1870 ou au début des années 1880. Le nom Echinus fait référence à son cône épineux qui ressemble à un oursin, de la classe Echinoidea.

## Éruptions
Les éruptions d'Echinus sont imprévisibles. Elles atteignent une hauteur comprise entre 12 et 18 m, avec une durée d'environ 4 minutes. Avant 1998, Echinus était très régulier, avec une durée entre deux éruptions comprise entre 35 et 75 minutes. Il y avait aussi des grandes éruptions qui duraient 118 minutes. On suppose qu'il y avait une deuxième source d'eau souterraine utilisée pour alimenter les grandes éruptions et que la connexion à cette source a été coupée, ce qui a conduit à l'état actuel du geyser.
Echinus est le plus grand geyser d'eau acide du monde. Ses eaux ont un pH allant de 3,3 à 3,6, c'est-à-dire presque aussi acide que le vinaigre. La température de l'eau est de 80,3 °C.